# Gerillamarketing
A gerillamarketing (guerilla-marketing) a nem hagyományos (nem konvencionális) marketing eszközök illetve technikák, valamint marketing-stratégia összefoglaló neve.

## A szó eredete
Ezt a nem tradicionális marketing megoldásokat összefoglaló kifejezést széles körben először Jay Conrad Levinson alkalmazta 1984-ben írott Guerrilla Marketing című könyvében. Az ő definíciója szerint alacsony költségvetésű, nem konvencionális marketing-tevékenységet (főleg promóciót) jelent.

## Módszerei
Ide sorolható - többek között -, minden olyan reklámozási mód, ami nem reklámfelületeken jelenik meg. A gerillamarketing az 1990-es évektől kibontakozó irányzat a reklámozásban, illetve a fogyasztókkal fenntartott kommunikációban. Újszerű, szokatlan, legtöbbször meghökkentő módszereket használ az üzenetei célba juttatására. Erre fő eszközei az ötletesség, a humor (morbid, abszurd, naturális etc.), illetve az esztétikum etc.
A területet jól ismerők négy, nagyjából jól elkülöníthető szegmensről beszélnek, ezek
- a word of mouth („szóbeszéd”) vagy buzz;
- ambient, amely az egyedi, nem tradicionális, illetve az ötletesen környezetbe illesztett megjelenések gyűjtőneve (pl.:"street art", közterületi ambient médiumok etc.);
- a viral, vagy vírusmarketing;
- és az „astroturf(ing)” avagy pszeudofogyasztói csoportok létrehozása.

A célcsoportra fókuszálva, a fogyasztók nagyobb csoportjait az ő közvetítésükkel éri el, a szóbeszéd és az elektronikus kommunikációs csatornák (elsősorban az internet) felhasználásával. Sikere erősen függ stimuláló, meglepő vagy szórakoztató üzeneteitől. Módszerei révén jóval olcsóbb lehet a hagyományos marketingnél, és a reklámkerülők tábora is hatékonyan elérhető vele. Ellenzői szerint a gerillamarketing lényege a provokatív figyelemfelkeltés, ezt a célt pedig gyakran csak normaszegéssel sikerül elérni. Számtalan szinonimája közül buzz marketing (bizsergő), cascading style (láncreakciós) marketing, centrifugal (szétgyűrűző) marketing, exponential (öngyorsító) marketing, a wildfire (futótűz) marketing érdemel említést.
A bizarr reklámokban érintett cégek nem egyszer igyekeznek elhitetni, hogy a filmek szándékaik ellenére készültek. A milliós költségvetéssel készült reklámok gyakran arról árulkodnak, hogy megtervezett hagyományos üzeneteiket vírusmarketing útján terjesztik. Jól ismert gyakorlat például kiadók körében, hogy függetlennek látszó kommentárokat, kritikákat írnak saját kiadásaikról.[forrás?] Mások a tömegkommunikációban valamilyen okból bemutathatatlan hirdetéseiket teszik fel a világhálóra vírusmarketingnek álcázva.